# S/2003 J 12
S/2003 J 12 este un satelit natural al lui Jupiter și este unul dintre cei mai mici sateliți naturali cunoscuți din Sistemul Solar. A fost descoperit de o echipă de astronomi de la Universitatea din Hawaii condusă de Scott S. Sheppard⁠(d) în 2003.  
S/2003 J 12 are un diametru de aproximativ 1 kilometru  și orbitează în jurul lui Jupiter la o distanță medie de 21.600 Mm în 647 de zile, la o înclinație de 155° față de ecliptică, în direcție retrogradă și cu o excentricitate de 0,366. Inițial a fost considerat cel mai interior dintre sateliții retrograzi ai lui Jupiter, dar observațiile de recuperare au arătat că este un membru obișnuit al grupului Ananke.

Animație intermitentă a S/2003 J 12 în imaginile de recuperare CFHT din decembrie 2001

Imagini de recuperare ale S/2003 J 12 realizate de CFHT în august 2011

Acest satelit a fost considerat pierdut     până la sfârșitul anului 2020, când a fost recuperată în imagini de arhivă CFHT din 2001-2011 de astronomul amator Kai Ly.  Recuperarea satelitului a fost anunțată de Minor Planet Center pe 13 ianuarie 2021. 